# Kim Lammers

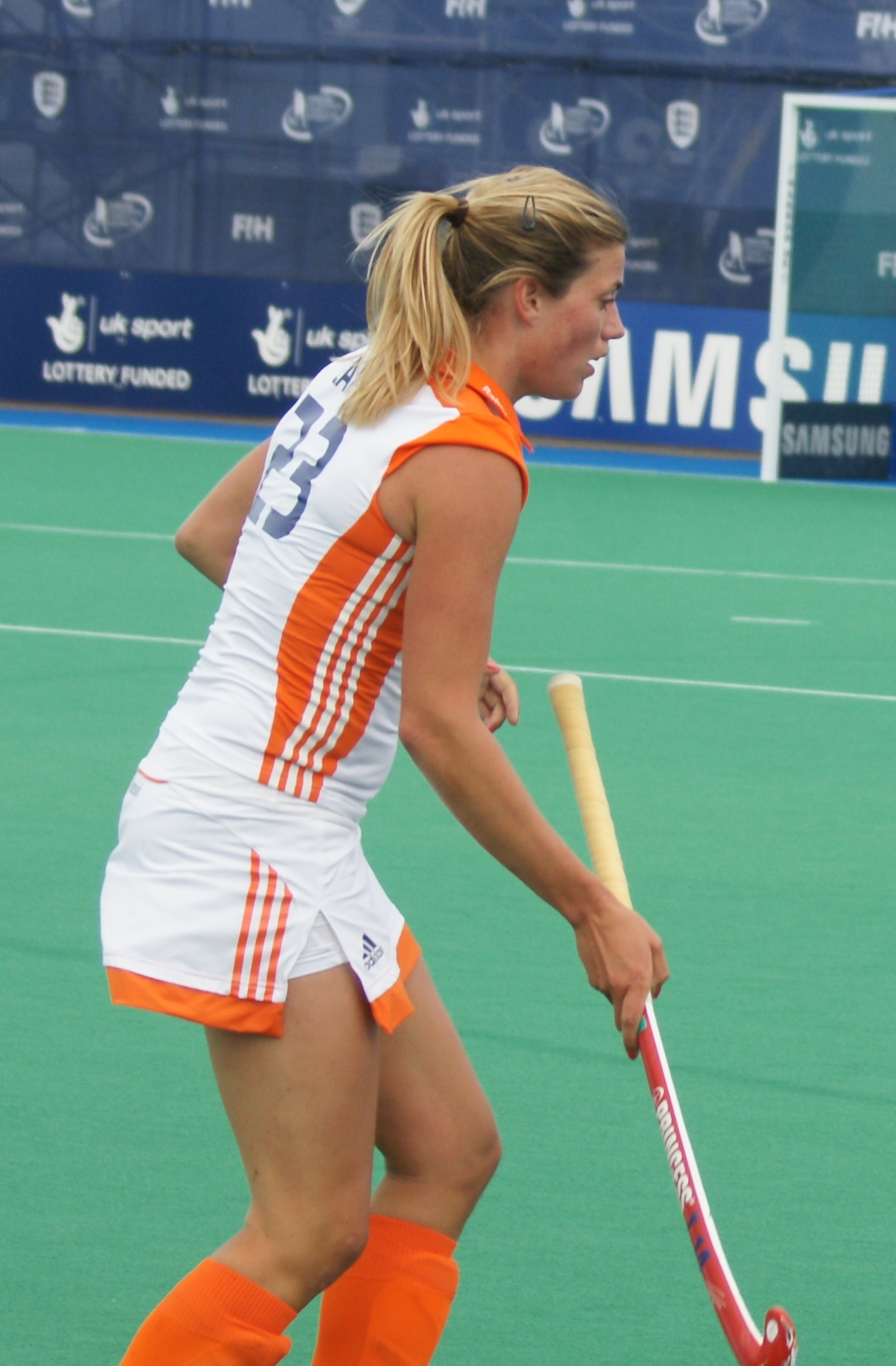
Kim Lammers

Kim Lammers (* 21. April 1981 in Amsterdam) ist eine niederländische Hockeyspielerin.

## Leben
Lammers ist für die Niederländische Hockeynationalmannschaft der Damen aufgestellt. Bei der Champions Trophy der Damen 2004 in Rosario, bei der Champions Trophy der Damen 2005 in Canberra und bei der Champions Trophy der Damen 2007 in Quilmes gewann sie mit der Damenmannschaft Gold.
Auch bei der Feldhockey-Weltmeisterschaft der Damen 2006 in Madrid sowie bei der Feldhockey-Europameisterschaft der Damen 2011 in Mönchengladbach gewann sie mit der Damenmannschaft Gold.
Lammers siegte mit der Niederländischen Damenmannschaft bei den Olympischen Sommerspielen 2012 in London.
Seit dem 1. April 2011 ist sie verheiratet mit ihrer Freundin.